# Szűgyi Zoltán
Szűgyi Zoltán (Ada, 1953. szeptember 9. –) költő, szerkesztő. Verseiből fordítottak szerb nyelvre, ruszinra, szlovákra, udmurtra és angolra.

## Életpályája
Szűgyi Nándor (1921–1975) és Csaplár Cecília (1927–1996, Balatonőszöd) második gyermeke (nővére Cecília, szül. 1950). Az általános iskolát szülővárosában 1968-ban, az Egészségügyi Középiskolát 1972-ben (Zenta) végezte. Két tanulmányi félévet töltött az újvidéki Orvosi Egyetemen, majd az újvidéki egyetem BTK Magyar Nyelv és Irodalom Tanszékén tanult. 1977–1985 és 1989–1991 között az egyetlen magyar nyelvű vajdasági napilap, az újvidéki Magyar Szó főállású újságírójaként a zentai szerkesztőségben, a Tiszavidékben dolgozott. Tagja az Új Symposion Sziveri-féle szerkesztőbizottságának (1980–1983).
1991-ben, a délszláv háború elején hagyta el hazáját (Jugoszlávia megszűnésekor) és családjával Magyarországra, Budapestre költözött. 1991–1994 a Magyarországi Református Egyház Társadalmi Missziói Központjának gondnoka. 1992–1998 a M-Szivárvány Alapítvány irodavezetője. 1998–2006 az Új Mandátum Könyvkiadó szerkesztője. Szellemi szabadfoglalkozású. A Magyar Alkotóművészek Országos Egyesülete, a Szépírók Társasága és a Magyar Írószövetség tagja.

## Magánélete
1977-ben házasságot kötött Kádár Edittel. Két gyermekük született: Zalán (1980) és Zsolt (1982).

## Művei
Első publikáció: 1971. Új Symposion, Újvidék (76. szám, versek)

### Önálló verseskötetek
- Hangosan és csendesen (1977)
- Ég a föld (1980)
- Két part között két folyó (1982)
- Erdő és más versek (1985)
- Ördögkapu – gyermekversek (1989) ISBN 86-323-0207-8
- Élet és lélek (1993) ISBN 963 04 3104 1
- Énekünk éneke – a gondnok verseskönyve (1995) ISBN 963 85315 3 3
- Nincs visszaút – versillat állapotában (1998) ISBN 963 85737 2 4
- Amint vagyok – egybegyűjtött versek (2003) ISBN 963 9494 31 3
- Vagyok, aki vagyok (2006) ISBN 963 9609 28 5
- Pillangóversek (2009) ISBN 978 963 9809 13 0
- A lélek elindul – új és régebbi versek (2018) ISBN 978 86 323 1044 5
- Anno (2020) ISBN 978 615 5886 26 3

#### Verses levelezőlapok
- (Szombathy Bálint és Bálind István grafikáival 1975–1989)

#### Csendképek
- (Benes József grafikáival 1995–1998)

#### Megnyilatkozás
- (EKG-szonettek és haikuk 1998–2006)

### Antológiák (válogatás)
- Песништво пазлике – Избор из поезије у Војвдини (Vál. és szerk.: Јован Зивлак, Панчево, 1978)
- Messzike – jugoszláviai magyar költők gyermekversei (Összeáll.: Domonkos István, Pap József, Tolnai Ottó. Utószó: Bányai János, Újvidék, 1978)
- Ver(s)ziók (Szerk. és vál.: Kulcsár Szabó Ernő és Zalán Tibor, Budapest, 1982) ISBN 963 271 974 3
- Ex évkönyv 1990 (Újvidék, 1990) ISBN 86-323-0262-0
- ДУНАЙ ТУЛКЫМЪЁС – КАМ ЯРДУРЫН (IZSEVSZK, 1997) (a katalógusokban formailag hibás ISBN-nel szerepel) ISBN 5-7029-256-4
- Barométer – Az ex-YU magyar közérzeti irodalom antológiája (Vál. és szerk.: Székely András Bertalan, Zenta–Tóthfalu–Szabadka, 1997) ISBN 86-83029-04-2
- Fél évszázad magyar költői (1944–1994) II. kötet (Vál.: Végh Balázs, Kolozsvár, 1998)  helytelen ISBN kód: 973 9267 39 3
- Hazajöttünk hát... hazajöttünk? (Erdélyi Erzsébet – Nobel Iván, Szerk.: Olasz Sándor, Tárogató Kiadó, Budapest, 1998) ISBN 9639063 16 9
- In Qest of the 'Miracle Stage' – The Poetry of Hungary, Vol. II. (Edited by Adam Makkai, Chicago–Budapest, 2001) ISBN 963 210 814 0
- A magyarokhoz (Szerk.: Medvigy Endre, Miskolc, 2003) ISBN 963 9301 58 2
- Ezer magyar haiku (Vál. és szerk.: Vihar Judit, Budapest, 2010) ISBN 978 963 263 129 5
- Partitúra ne légy soha (Szerk.: Géczi János és Reményi József Tamás, Budapest, 2011) ISBN 978 963 693 376 0
- Ezüsttulipán (Összeáll.: Bordás Győző, Újvidék, 2013) ISBN 978-86-323-0870-1
- Verstörténés (Vál. és szerk.: Mányoki Endre, Budapest, 2013) ISBN 978 973 7654 20 5
- Az Isten harsonája – Božia trúba (Összeáll. és szlovák nyelvre ford.: Oldřich Kníchal, Napkút Kiadó, Budapest, 2016) ISBN 978 963 263 548 4
- 24 karát – Kortárs költők versei Arany János 200. évfordulójára (Vál. és szerk.: Visy Beatrix, OSZK, Budapest, 2017) ISBN 978 963 200 668 0
- Önlexikon – Kortárs magyar írók önszócikkei (Szerk.: Szondi György, Cédrus Művészeti Alapítvány, Budapest, 2017) ISBN 978 615 80 686 35
- Virág Zoltán: Próbára tett emlékezet – Beszélgetések vajdasági alkotókkal (Vár Ucca Műhely, Veszprém, 2018) ISBN 978 615 5762 03 1

### Szerkesztett könyvek (válogatás)
- Hegedűs Géza–Kónya Judit: Kecskeének – két és fél évezred drámatörténete (2. átdolg. kiad., Új Mandátum Könyvkiadó, Budapest, 1999) ISBN 963 9158 50 X
- Hunter S. Thompson: Félelem és reszketés Las Vegasban (2. jav. kiad., ford.: Vágvölgyi B. András, Új Mandátum, Budapest, 1999) ISBN 963 9158 25 9
- Csorba Béla: Források a Délvidék történetéhez III. (Hatodik Síp Alapítvány, Budapest, 1999) ISBN 963 8294 47 7
- Csorba Béla: Kacifánt és bakafánt (Bálind István rajzaival, Hatodik Síp Alapítvány, Budapest, 1999) ISBN 963 8294 56 6
- Szilágyi Sándor: Ostinato (Új Mandátum Könyvkiadó, Budapest, 1999)  helytelen ISBN kód: 963 9158 27 1
- Szilágyi Sándor: A Hétfői Szabadegyetem és a III/III (Új Mandátum Könyvkiadó, Budapest, 1999)  helytelen ISBN kód: 963 91558 46  1
- Szász László: Székely János (Új Mandátum Könyvkiadó, Budapest, 2000) ISBN 963 9158 80 1
- Vágvölgyi B. András: Narancs Blue (Új Mandátum Könyvkiadó, Budapest, 1998) ISBN 963 9158 16 X
- Vágvölgyi B. András: Tokyo underground (Új Mandátum Könyvkiadó, Budapest, 2000) ISBN 963 9336 05 X
- Karády Viktor: Zsidóság Európában a modern korban (Új Mandátum Könyvkiadó, Budapest, 2000) ISBN 963 9158 08 9
- Kozma László: Egy Kossuth-díjas börtönévei (Új Mandátum Könyvkiadó, Budapest, 2001) ISBN 963 9336 46 7
- Utasi Ágnes: Középosztály (Új Mandátum Könyvkiadó, Budapest, 2000) ISBN 963 915 865 8
- Utasi Ágnes: A bizalom hálója (Új Mandátum Könyvkiadó, Budapest, 2002) ISBN 963 9494 06 2
- Tomkiss Tamás: Március 14. (Új Mandátum Könyvkiadó, Budapest, 2002) ISBN 963 9494 07 0
- Mirtse Ágnes: El innen! – szökési kísérletek (Tandori Dezső fordítása, Új Mandátum Könyvkiadó, Budapest, 2003) ISBN 963 9494 14 3
- Kolbein Falkeid–Kovács Ferenc–Vasadi Péter: Innen, onnan (versek és rajzok, norvég–magyar, Új Mandátum Könyvkiadó, 2003) ISBN 963 9494 25 9
- Zelei Miklós: Álljon fel! (Új Mandátum Könyvkiadó, Budapest, 2003) ISBN 963 9494 12 7
- Randolph L. Braham: A népirtás politikája (Új Mandátum Könyvkiadó, Budapest, 2003) ISBN 963 9494 17 8
- Fenyvesi Ottó: Blues az óceán felett – régi és új versek (Művészetek Háza, Veszprém, 2004) ISBN 963 9105 47 3
- Zeke László: Döbrögi újra száguld! (Új Mandátum Könyvkiadó, Budapest, 2005) ISBN 963 9609 14 5
- Hankó Judit: Fejjel lefelé olvadó (Ráció Kiadó, Budapest, 2006) ISBN 963 9605 30 1
- Simándi Ágnes: Tiszta hang (Kairosz Kiadó, Budapest, 2006) ISBN 963 9642 28 2
- Pascal Quignard: Minden reggel (Ford.: Molnár Zsófia, Ráció Kiadó, Budapest, 2007) ISBN 978 963 9605 25 1
- Lukács László: Csokonai a néphagyományban (Ráció Kiadó, Budapest, 2007)  helytelen ISBN kód: 978 963 9605 99 6
- A tigris és a nyúl – Koreai mesék és történetek (Vál., szerk.: Yoo Jin-il és Szűts Zoltán, Ráció Kiadó, 2007) ISBN 978 963 9605 36 7
- Paizs Tibor: Erdélyi Prikulicsok (Timp Kiadó, Budapest, 2008) ISBN 978 963 9614 44 4
- Filip David: Álom a szerelemről és a halálról (Ford.: Náray Éva, Timp Kiadó, Budapest, 2010) ISBN 978 963 9614 74 1
- Marija Jovanovic: Ideje menned! (Ford.: Náray Éva, Timp Kiadó, Budapest, 2010) ISBN 978 963 9614 75 8
- Eva Ras: Vad bárányok (Ford.: Radics Viktória, Timp Kiadó, Budapest, 2010) ISBN 978 963 9614 73 4
- Kassovitz László: Pamacs hazatalál (Ill. Péter László, Timp Kiadó, Budapest, 2011)  helytelen ISBN kód: 978 963 9514 87 1
- Simándi Ágnes: A mennybeszállás gyakorlata (Irodalmi Jelen Könyvek, Budapest, 2012)  helytelen ISBN kód: 978-973-7648-44-6
- Biblia − magyarázatokkal és képekkel (Gesina Ingwersen: Bijbel in Vertelling en Beeld, Vereniging–Driebergen, 2009) ISBN 978-963-87443-5-7

#### Kréné könyvsorozat
- Kőszeghy Miklós: Dávid (Új Mandátum Könyvkiadó, Budapest. 2001) ISBN 963 9336 45 9
- Kőszeghy Miklós: Cseréplevelek – Héber feliratok a fogság előtti Palesztinából (Új Mandátum Könyvkiadó, Budapest, 2003) ISBN 963 9494 11 9
- Karasszon István: Az ószövetség varázsa (Új Mandátum Könyvkiadó, Budapest, 2004) ISBN 963 9494 76 3
- Fröchlich Ida: Az utókor hatalma (Új Mandátum Könyvkiadó, Budapest, 2005) ISBN 963 9494 84 4
- Kőszeghy Miklós: Salamon – avagy a történet vége (Új Mandátum Könyvkiadó, Budapest, 2005) ISBN 963 9494 77 1
- Jutta Hausmann: Ruth (Új Mandátum Könyvkiadó, Budapest, 2006) ISBN 963 9609 27 7
- Szlávik Gábor: Traianus útja a hatalomba (Új Mandátum Könyvkiadó, Budapest, 2006) ISBN 963 9609 25 0

#### Metszetek könyvsorozat
- A társadalom ruhája (Szerk.: Rados Virág, Új Mandátum Könyvkiadó, Budapest, 2003) ISBN 963 9494 40 2
- Falussy Béla: Az időfelhasználás metszetei (Új Mandátum Könyvkiadó, Budapest, 2004) ISBN 963 9494 41 0

#### Membrán könyvek
- Cseh Gabriella–Sükösd Miklós: Médiajog és médiapolitika Magyarországon I. Médiajog (Új Mandátum Könyvkiadó, Budapest, 1999) ISBN 963 9158 06 2
- Vajda Éva–Ószabó Attila: Tényfeltúrás (Új Mandátum Könyvkiadó, Budapest, 2001) ISBN 963 9336 30 0
- Halmai Gábor: Kommunikációs jogok (Új Mandátum Könyvkiadó, Budapest, 2002) ISBN 963 9336 57 2